# J Awards
Pour les articles homonymes, voir Awards.
Les J Awards est la cérémonie de récompense de la jeunesse guinéenne de 15 à 35 ans.

## Historique
Les J Award’s Guinée sont tenus annuellement depuis 2017 excepter 2020 et 2021 a cause de la pandémie de COVID-19 en Guinée; ils regroupent des jeunes gens, organisés en panels, durant trois jours, autour de thèmes de société, de sessions de formation en entrepreneuriat et de la grande soirée de remise de récompenses à dix jeunes choisis parmi cinquante pré-sélectionnés. Les récompenses concernent dix secteurs d’activité (sport, musique, innovation, société civile, médias, mode, entrepreneuriat, politique, engagement féminin et culture) et sont décernées par un jury.
La cérémonie de 2018 a connu plus de visiteurs qu’en 2017 avec la présence de ministres d'État,,,.
La troisième édition des J Awards, en 2019, a connu la présence du Premier ministre Kassory Fofana, du ministre du budget Mohamed Lamine Doumbouya et du ministre de la jeunesse Mouctar Diallo.
La catégorie culture prend la dénomination « Prix Mory Kanté » en l'honneur du Djaly du même nom.
Pendant deux années consécutif, elle connaitra une interruptions à l'image des grandes rencontres du Monde d'abord à cause de la pandémie de COVID-19 en 2020 et en 2021, la quatrième édition prévue le 10 décembre 2021 au chapiteau du palais du peuple sera abandonner après le changement de régime politique qu'a connus le pays le 5 septembre 2021. Début 2022, l'équipe d'organisation annonce qu'elle aura lieu le 13 mai 2022.
Pour l'éditions de 2022, deux catégories seront renommée du nom de personnalité public guinéen a savoirs la catégorie littérature dénommée « Prix Aboubacar Sidiki Keita » en l'honneur du célèbre professeur de Philosophie Aboubacar Sidiki Keita dit (Socrate) et la catégorie Médias dénommée « Prix Moussa Moise Sylla » en l'honneur du journaliste d'investigation et actuel directeur de la communication et de l’information de la présidence de la république de Guinée.
La cérémonie a connue la présence de sept ministre du gouvernement Béavogui et représentant d'institution nationale et internationale.

## Reconnaissances

### 2017
| N° | Portrait | Lauréat                                | Structure                     | Catégorie          |
| 1  |          | Sékou Koundouno                        | Cellule Balai Citoyen         | Société civile     |
| 2  |          | Mariama Bangoura                       | Handball Narbonne             | Sport              |
| 3  |          | Moussa Doumbouya (Petit Tonton)        |                               | Culture            |
| 4  |          | Djiba Millimono                        | Hadafo Médias                 | Médias             |
| 5  |          | Mohamed Sawpith Sylla et Abdoulaye Bah | MT Création                   | Mode et beauté     |
| 6  |          | Haguibou Ly                            |                               | Entrepreneuriat    |
| 7  |          | Ary Sidibé                             | ONG Love and care to children | Engagement féminin |
| 8  |          | Alpha Amadou Diallo                    | Application Kiraa             | Innovation         |

### 2018
| N° | Portrait | Lauréat                                    | Structure               | Catégorie          |
| 1  |          | Mamadou Baillo Barry Baillo Destin en main | Destin en main          | Société civile     |
| 2  |          | Naby Keita                                 | Syli National Liverpool | Sport              |
| 3  |          | Azaya                                      |                         | Culture            |
| 4  |          | Harisatou Sow                              | Hadafo Médias           | Médias             |
| 5  |          | Karifa Sacko                               |                         | Mode et beauté     |
| 6  |          | Mamadou Aliou Barry                        | Tincira                 | Entrepreneuriat    |
| 7  |          | Aliou Bah                                  | Model                   | Politique          |
| 8  |          | Maimouna Diakhaby                          |                         | Engagement féminin |
| 9  |          | Mariama Kaba                               | Miranass Tourisme       | Innovation         |

### 2019
| N° | Portrait | Lauréat               | Structure                                                            | Catégorie          |
| 1  |          | Serge Abraham THADDÉE | Startup RIDETECH                                                     | Innovation         |
| 2  |          | Instinct killers      | Groupe de Musique                                                    | Culture            |
| 3  |          | Moussa Camara         | Horoya AC                                                            | Sport              |
| 4  |          | Hadja Idrissa Bah     | Club des Jeunes Filles Leaders de Guinée                             | Leadership Féminin |
| 5  |          | Djene Dine Kouyaté    | Nostalgie                                                            | Médias             |
| 6  |          | Sidikiba Condé        | Parlement des Jeunes Leaders de la Société Civile                    | Société civile     |
| 7  |          | Cheick Tidjane Bah    | DG et Associé chez MIRS (Maintenance informatique réseau et système) | Entrepreneuriat    |
| 8  |          | Rassine Ly            | Rassine Création                                                     | Mode               |

### 2022
| N° | Portrait | Lauréat                      | Structure                                                           | Catégorie                                 |
| 1  |          | Aboubacar Sidiki Condé       | Fondateur de Afric Innovation Technologie                           | Innovation                                |
| 2  |          | King Alasko                  |                                                                     | Culture (Prix Mory Kanté)                 |
| 4  |          | Dr Saran Kaba                | activiste sociale                                                   | Leadership Féminin                        |
| 5  |          | Ibrahima Kalil Diallo        | FIM FM                                                              | Médias (Prix Moussa Moise Sylla)          |
| 6  |          | Saikou Amadou Tidjane Diallo | Fondateur de l'ONG Agir Contre le réchauffement climatique (ACOREC) | Environnement ( (Prix Vivo Energy)        |
| 7  |          | Mamadou Oury Sow             | Gérant d'API-Projet                                                 | Entrepreneuriat (Prix Integra)            |
| 8  |          | Mafoudia Sangaré             | Don fashion                                                         | Mode                                      |
| 9  |          | Sanassy M'Bemba Camara       |                                                                     | Littérature (Prix Aboubacar Sidiki Keita) |
| 10 |          | Mamady Touré                 | Karatéka                                                            | Sport                                     |
| 11 |          | Alpha Touré                  |                                                                     | Société civile                            |

## Grand prix J-AWARDS
Le grand prix créé en 2018 récompense le lauréat qui a obtenu le plus grand nombre de votes du public.
- 2018: Aliou Bah (Parti politique)
- 2019: Hadja Idrissa Bah (Leadership féminin)